# Palazzo Boracchia
Il Palazzo Boracchia è un edificio di abitazione del XX secolo a La Spezia in via Rattazzi 36, all’angolo con via Gramsci.

## Storia
L’edificio risale al 1924, negli anni dell’espansione della città moderna sul nuovo reticolo stradale tracciato all’esterno del primo nucleo medievale. 
Il progetto è dell’architetto Franco Oliva, all’epoca già autore di vari edifici in città.

I fregi, i rilievi e la statua che decorano le due facciate dell’edificio sono dovuti allo scultore Augusto Magli 

## Architettura
L’edificio si articola su cinque piani che solo nella facciata sulla via Gramsci presentano anche balconi sostenuti da mensole.
Il portone d’ingresso, sulla via Rattazzi, è caratterizzato da un rilievo tripartito: nel campo centrale è la figura di una donna seduta intenta al lavoro dell’arcolaio; l’ambiente domestico della scena è evocato dalla presenza di un gatto e di un vaso di fiori. Nei due campi laterali sono raffigurati gli stemmi araldici di un’aquila e di una nave.
La facciata più originale per invenzione decorativa è quella che affaccia sulla via Gramsci. 

Qui l’elemento che la caratterizza è una lunga colonna ionica, estesa dal terzo al quinto piano, sostenuta da una mensola e totalmente aggettante dalla parete. 
La colonna sostiene una figura femminile classica, a tutto tondo, che tra le mani porge un capitello votivo.
Tutte le mensole in facciata sono decorate da sculture. a semplice forma di foglia, di chiaro sapore déco.